# Uniszki-Cegielnia
Uniszki-Cegielnia – wieś sołecka w Polsce położona w województwie mazowieckim, w powiecie mławskim, w gminie Wieczfnia Kościelna.
| SIMC    | Nazwa   | Rodzaj    |
| ------- | ------- | --------- |
| 0129018 | Żulinek | część wsi |

W latach 1975–1998 miejscowość administracyjnie należała do województwa ciechanowskiego.